# Ojo de Agua de Cuauhtémoc
Ojo de Agua de Cuauhtémoc är en ort i Mexiko.   Den ligger i kommunen Malinaltepec och delstaten Guerrero, i den sydöstra delen av landet, 250 km söder om huvudstaden Mexico City. Ojo de Agua de Cuauhtémoc ligger 2 120 meter över havet och antalet invånare är 505.
Terrängen runt Ojo de Agua de Cuauhtémoc är kuperad åt nordost, men åt sydväst är den bergig. Ojo de Agua de Cuauhtémoc ligger uppe på en höjd. Runt Ojo de Agua de Cuauhtémoc är det ganska glesbefolkat, med 23 invånare per kvadratkilometer. Närmaste större samhälle är Malinaltepec, 5,1 km norr om Ojo de Agua de Cuauhtémoc. I omgivningarna runt Ojo de Agua de Cuauhtémoc växer i huvudsak städsegrön lövskog.